# Mihael Vodapiuez
Mihael Vodapiuez, ljubljanski župan v 16. stoletju. 
Vodapiuez (Vodopivec) je bil trgovec, kot Ljubljančan pa je bil izvoljen za zunanjega svetnika, sodnika in župana. Slednjo funkcijo je opravljal v letih 1567 in 1568.